# Мемориальный музей Юрия Сенкевича
Музе́й Ю́рия Сенке́вича — мемориальный музей, посвящённый жизни и деятельности телеведущего Юрия Сенкевича. Музей располагается в бывшем здании редакции телепрограммы «Клуб путешественников». Открытие состоялось в 2009 году по инициативе учёного-океанолога и государственного деятеля Артура Чилингарова.

## История
Здание было возведено в 1880 годы. В начале XX века в нём разместился полицейский околоток, где задержанные ожидали судебных заседаний. Среди прочих в камерах сидели революционеры Вера Засулич и Михаил Бакунин.
Во второй половине XX века здание перешло в управление Центрального телевидения СССР. В 1980-е в нём находилась редакция программы «Клуб путешественников», а также кабинет Юрия Сенкевича.
Главным инициатором создания музея стал деятель Артур Чилингаров, который планировал открытие сразу после смерти телеведущего в 2003 году. Официальное открытие состоялось в 2009-м и было приурочено к 72-летию со дня рождения Сенкевича. На церемонии присутствовал мэр Москвы Юрий Лужков.
Идея создать музей пришла в голову Артуру Николаевичу Чилингарову. Мы – члены семьи – как-то были против музея, потому что зная натуру Юрия Александровича мы все сошлись во мнении, что нам бы просто крепко всем влетело, если бы мы занялись организацией какого-то музея в его память и честь. Но у Артура Николаевича Чилингарова характер тоже не слабый. Ему нужна была эта инициатива и он пробивал  и добился у Лужкова.Жена путешественника Ксения Сенкевич
В 2018 году помещение музея было передано в пользование организации «Ассоциация полярников».

## Экспозиция
Формирование музейного фонда осуществлялось благодаря семье и коллегам путешественника, передавшим в дар предметы, связанные с жизнью Сенкевича: сувениры, подарки, фотографии и архивные документы. Художественным оформлением пространства занимался иллюстратор Евгений Богданов. Помимо этого в музее хранятся личные вещи путешественника: часы, которые Сенкевич брал с собой в Антарктиду, фляжка, а также космическая укладка — аптечка для космонавтов 1969 года выпуска, в которой сохранились лекарства начала 1970-х. Обстановка студии осталась нетронутой с момента закрытия передачи. Многие вещи были подарены Сенкевичу итальянским альпинистом Карло Маури и путешественником Туром Хейердалом: тыква из Непала, на которой вырезаны исторические сцены, деревянная статуэтка из Мексики и другие.
В музейном коридоре находятся мониторы, транслирующие кадры из программы «Клуб путешественников». В мемориальном кабинете телеведущего хранятся книжные шкафы с научными работами Сенкевича, а также его книги: «В океане „Тигрис“», «На „РА“ через Атлантику», «Путешествие длиною в жизнь».